# Lonchocarpus salvadorensis
Lonchocarpus salvadorensis, o sangre de Chucho, es una especie de planta perteneciente al género Lonchocarpus. Se encuentra distribuida por toda Centroamérica.

## Descripción
Son árboles, que alcanzan un tamaño de hasta 28 m de alto, la corteza interior con fluido resinoso al corte; ramas jóvenes densamente café-velutinas, pronto glabrescentes. Folíolos (5-) 7, elípticos u ovados a obovados, 2.5-14.5 cm de largo y 1.8-6.5 cm de ancho, ápice acuminado, haz brillante y glabra, excepto por los nervios, envés esparcidamente canescente a café-velutino, epunteados, coriáceos, el nervio principal y los 5–8 nervios secundarios prominentes en el envés; estípulas orbiculares a oblatas, 0.5-1 mm de largo, caducas. Inflorescencias 3.5-25 cm de largo, floración precoz, en ocasiones tardía, pedúnculos florales 0.5-3 mm de largo, pedicelos 1.5-3.5 mm de largo, bractéolas opuestas, orbiculares, 2-5 mm de largo, cercanas y aplicadas al cáliz, cubriéndolo de la 1/2-3/4 de su longitud, flores 10-15 mm de largo; cáliz 3-5.5 mm de largo, truncado, canescente a café-seríceo, epunteado; corola purpúrea a rosada, epunteada, estandarte oblato, 1.1-1.5 cm de ancho, densamente seríceo. Legumbres linear-oblongas, 4-9 cm de largo y 1.1-1.8 cm de ancho, frecuentemente rostradas en el ápice, casi sésiles en la base, lateralmente comprimidas, delgadas, densa a moderadamente canescente-velutinas, indehiscentes, cafés, la sutura vexilar 2-3 mm de grueso, sulcada a ligeramente invaginada sobre cada semilla, la sutura carinal 1 mm de grueso, sulcada; semillas 1-3, 8.5-11 mm de largo, cafés.

## Propiedades
Los rotenoides deguelin, rotenona, elliptona y α-toxicarol se pueden encontrar en las semillas de L. salvadorensis.

## Taxonomía
Lonchocarpus salvadorensis fue descrita por Henri François Pittier y publicado en Contributions from the United States National Herbarium 20(2): 80–81, f. 31. 1917.